# Joan London (scriitoare americană)
Joan London (n. 15 ianuarie 1901 – d. 18 ianuarie 1971) a fost o scriitoare americană și fiica mai mare dintre cele două fiice ale lui Jack London și ale primei sale soții, Elizabeth „Bess” Maddern London.

## Viața personală
Sora lui Joan, Becky, s-a născut pe 20 octombrie 1902. Amândoi copiii s-au născut în Piedmont⁠(d), California. Tatăl lor a plecat în 1903 și a reușit să le viziteze acasă doar după divorțul din 1905. Datorită călătoriilor sale frecvente, el nu și-a văzut fiicele perioade lungi de timp.

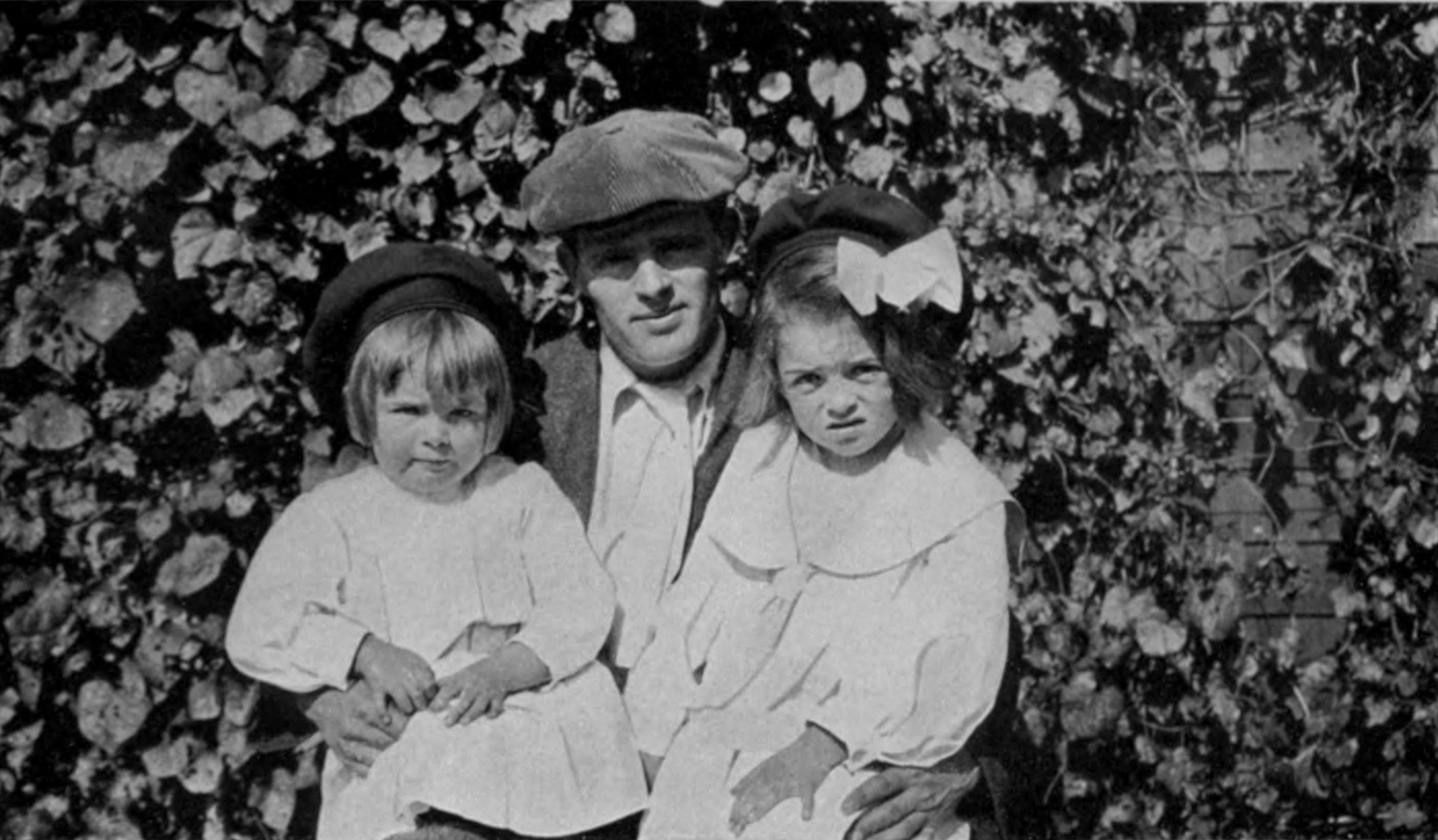
Joan (dreapta) cu tatăl și sora ei, circa 1905.

Fetele au avut o copilărie confortabilă de clasă mijlocie, cu lecții de muzică, dans și dramă. Cu toate acestea, Joan, în mod special, a suferit din cauza unui conflict constant, deoarece Bess a refuzat să le permită fetelor să viziteze pe Jack la rancha lui. Când avea zece ani, scrisorile lui Joan au început să includă diverse cereri ale mamei ei pentru fonduri suplimentare. Fiind pusă în această situație dificilă, ea a fost adesea ținta furiei tatălui ei. London și-a schimbat testamentul în favoarea soției sale a doua, Charmian Kittredge London, însărcinând-o să susțină prima sa familie. După moartea lui în 1916, descoperirea testamentului s-a dovedit a fi un dezavantaj pentru fiicele sale.
Joan a studiat la Universitatea din California, Berkeley, având ca specializare istoria. După absolvire, în 1921, s-a căsătorit cu Park Abbott și a avut un fiu, pe nume Bart. Ea a divorțat de el în 1924, din cauza abuzurilor fizice și emoționale. S-a întreținut prin discursuri publice în întreaga țară, iar subiectele sale obișnuite erau despre tatăl ei sau teme socialiste.
Ea s-a căsătorit cu profesorul de limbi slave Charles Malamuth în 1926. Au divorțat în 1930 și s-au recăsătorit la scurt timp după aceea. În timpul unei vizite îndelungate în Rusia în 1930, s-au împrietenit cu poetul E. E. Cummings. Mai târziu, Cummings i-a inclus pe cei doi în lucrarea sa EIMI, iar Joan a fost menționată sub numele de Turkess sau Harem. Notițele lui Joan despre țară se concentrează pe condiția femeilor și a scriitorilor. Cuplul s-a separat în 1934 și a divorțat doi ani mai târziu.
În perioada 1934–35, Joan s-a mutat la Hollywood, unde a încercat să pătrundă în domeniul scenaristicii, în timp ce își conducea propriul serviciu de asistență personală. A avut un roman, 320 Panoramic, pe care l-a trimis la editorii din New York, dar fără succes. Twentieth Century Fox a angajat-o să scrie material publicitar pentru filmul bazat pe The Call of the Wild al tatălui ei și a invitat-o pe platoul de filmare. Majoritatea prietenilor ei erau membri ai grupului de refugiați unguri care deveneau regizori, designeri și actori de top.
Întorcându-se în zona golfului din San Francisco, Joan l-a întâlnit pe Barney Mayes, un alt susținător al Troțkismului. Cei doi au trăit împreună, iar Joan s-a alăturat lui în editarea publicației săptămânale a Federației Maritime a Pacificului. Liderul de pe malul apei, Harry Bridges, le-a amenințat viețile pentru că erau împotriva tacticii sale și mai târziu i-a acuzat că sunt anti-clasa muncitoare și împotriva Uniunii Sovietice. În timpul grevelor lucrătorilor din porturile din perioada 1936–37, au avut loc bătăi și crime, majoritatea rămânând nerezolvate. Joan și Barney au scris Corpse With Knee Action sub pseudonimul B. J. Maylon. O poveste legată de conflictele din port, Embarcadero, nu a fost publicată.
În anii 1940, Joan London a lucrat pentru Federația Muncitorilor din California din San Francisco. A lucrat acolo mai mult de douăzeci de ani, scriind discursuri, rapoarte și buletinul săptămânal. A continuat să fie activă în filialele din Berkeley ale Partidului Comunist din SUA, care era aliat cu Aliații în timpul celui de-al Doilea Război Mondial. S-a căsătorit cu Charles L. "Indian" Miller în 1948. Deși nu era implicat politic, Miller apare în dosarul mare al FBI-ului ținut pe numele lui Joan. Ea se afla pe multe liste de corespondență de stânga sau legate de sindicate. Ironia face că Charles Malamuth (primul ei soț), care nu mai era de stânga, a fost un informator.
Joan London a murit de cancer la gât pe 18 ianuarie 1971, la trei zile după ce a împlinit 70 de ani. A fost incinerată. Fiului ei i s-a dat instrucțiunea să împrăștie cenușa ei în ocean, dar nu a reușit să o facă și a îngropat-o în Yosemite.

## Cariera de scriitor
Prima lucrare publicată de Joan London a fost o serie publicată în Oakland Tribune între 6 decembrie 1926 și 24 februarie 1927. Sylvia Coventry amintește de romanele trilaterale de iubire ale tatălui ei. Sylvia respinge o cerere în căsătorie și se mută în Hawaii pentru a lucra ca lucrător social pe o plantație. Acolo este fermecată de un intrus amenințător care o provoacă să treacă prin diverse transformări. Această unică încercare de ficțiune a convins-o că nu aceasta era vocația ei.
Formându-se în cercetarea istorică, la sfârșitul anilor 1930, Joan a cercetat Jack London and His Times, o biografie a tatălui ei. Pentru a face acest lucru, a obținut permisiunea din partea Charmian Kittredge London de a vizita arhiva tatălui ei la Huntington Library; fiind exclusă din testamentul tatălui său, nu avea niciun drept independent asupra acesteia.
Ea a co-autorat So Shall Ye Reap: The Story of Cesar Chavez and the Farmworkers Movement împreună cu Henry Anderson. În această lucrare, autorii oferă o istorie timpurie a mișcării, începând cu preotul Thomas McCullough și Ernesto Galarza. De asemenea, ei critică Mexicul pentru că nu a reușit să ofere o economie sustenabilă pentru săracii săi.
Fiul ei, Bart Abbott, a asigurat publicarea postumă a memoriilor sale Jack London and his Daughters. În această lucrare, ea subliniază trauma pe care divorțul o are asupra copiilor.